# 自衛隊長崎地方協力本部
自衛隊長崎地方協力本部（じえいたいながさきちほうきょうりょくほんぶ、Nagasaki Provincial Cooperation Office）は、長崎県長崎市出島町2-25防衛省合同庁舎2階に所在する、自衛隊地方協力本部のひとつ。陸・海・空自衛隊共同の機関だが、通常は陸上自衛隊の西部方面総監の指揮監督下にある。管轄する地域における防衛省・自衛隊の総合窓口として長崎県管内で活動する。

## 沿革
- 1955年（昭和30年）9月1日 - 陸上自衛隊の機関として陸上自衛隊長崎地方連絡部が編成[2]
- 1956年（昭和31年）8月1日 - 自衛隊法施行令の一部改正により地方連絡部が陸海空自衛隊の共同機関となり、自衛隊長崎地方連絡部に改編[3]
- 2006年（平成18年）7月31日 - 自衛隊長崎地方協力本部に改編

## 出先機関
- 佐世保出張所　担当地区：佐世保市、平戸市、松浦市、佐々町
- 大村地域事務所　担当地区：大村市、東彼杵町、波佐見町、川棚町
- 諫早地域事務所　担当地区：諫早市
- 島原地域事務所　担当地区：島原市、雲仙市、南島原市
- 琴海地域事務所　担当地区：西海市、長与町、時津町および長崎市内の旧外海町地区と旧琴海町地区
- 長崎募集案内所　担当地区：長崎市　（旧外海町地区と旧琴海町地区を除く）
- 壱岐駐在員事務所　担当地区：壱岐市
- 対馬駐在員事務所　担当地区：対馬市
- 上五島駐在員事務所　担当地区：新上五島町、小値賀町
- 五島駐在員事務所　担当地区：五島市
- 長崎地域援護センター　（大村駐屯地内）
- 佐世保援護センター　（相浦駐屯地内）
- 長崎援護センター 　（長崎地方協力本部内）

## 主要幹部
| 官職名                   | 階級    | 氏名       | 補職発令日     | 前職               |
| ------------------------ | ------- | ---------- | -------------- | ------------------ |
| 自衛隊長崎地方協力本部長 | 1等海佐 | 佐々木昌貴 | 2024年08月01日 | 第21整備補給隊司令 |

| 代 | 氏名                   | 在職期間               | 出身校・期              | 前職                                                    | 後職                                                   |
| -- | ---------------------- | ---------------------- | ----------------------- | ------------------------------------------------------- | ------------------------------------------------------ |
| 01 | 飛永重寿 （2等陸佐）   | 1955.9.1 - 1957.8.11   | 長崎高商 昭和5年卒      |                                                         | 北熊本駐とん地業務隊長                                 |
| 02 | 山田粂夫 （2等陸佐）   | 1957.8.12 - 1959.3.15  | 海機39期                | 北熊本駐とん地業務隊長                                  | 竹橋駐とん地業務隊付 →1959.4.6 定年退官（1等陸佐昇任） |
| 03 | 古沢康 （2等陸佐）     | 1959.3.16 - 1961.2.28  | 海機44期                | 西部方面総監部第4部長 →1959.8.1 1等陸佐昇任             | 東北方面総監部第4部長                                  |
| 04 | 樋口忠 （1等陸佐）     | 1961.3.1 - 1963.7.31   | 早稲田大学 昭和9年卒    | 伊丹駐とん地業隊長                                      | 自衛隊佐賀地方連絡部長                                 |
| 05 | 相田英雄 （2等海佐）   | 1963.8.1 - 1965.1.15   | 海兵66期                | 佐世保通信隊司令                                        | 佐世保防備隊司令                                       |
| 06 | 八巻悌次               | 1965.1.16 - 1966.12.15 | 海兵68期                | 防衛大学校指導教官 兼 訓練教官                          | 佐世保地方総監部人事部長                               |
| 07 | 道家康之助             | 1966.12.16 - 1969.3.16 | 神高船（航） 昭和18年卒 | 第3駆潜隊司令                                           | 海上自衛隊第1術科学校総務部長                          |
| 08 | 濱口孝知 （1等陸佐）   | 1969.3.17 - 1971.3.15  | 陸士58期                | 陸上自衛隊幹部学校学校教官                              | 第7普通科連隊長 兼 福知山駐とん地司令                  |
| 09 | 上原靖彦 （1等陸佐）   | 1971.3.16 - 1972.7.16  | 陸士55期                | 北部方面総監部募集課長                                  | 陸上自衛隊九州地区補給処総務部長                       |
| 10 | 松崎久 （1等陸佐）     | 1972.7.17 - 1974.7.15  | 軍官校5期               | 陸上幕僚監部募集課勤務                                  | 陸上幕僚監部募集課募集班長                             |
| 11 | 永淵壽人 （1等陸佐）   | 1974.7.16 - 1976.3.15  | 陸士59期                | 自衛隊福岡地方連絡部募集課長                            | 福岡駐とん地業務隊長                                   |
| 12 | 三田順一郎 （1等陸佐） | 1976.3.16 - 1977.7.31  | 九州大学 昭和28年卒     | 第3師団司令部第3部長                                    | 第41普通科連隊長 兼 別府駐とん地司令                   |
| 13 | 中村昭二郎 （1等陸佐） | 1977.8.1 - 1979.7.31   | 中央大学 昭和26年卒     | 陸上幕僚監部第2部勤務                                   | 中央資料隊勤務                                         |
| 14 | 葛原俊作               | 1979.8.1 - 1981.3.15   | 東京教育大学・ 6期幹候  | 海上幕僚監部総務部人事課募集班長                        | 佐世保地方総監部管理部長                               |
| 15 | 長田功                 | 1981.3.16 - 1983.3.15  | 熊本大学・ 7期幹候      | 第201支援整備隊司令                                     | 海上自衛隊第3術科学校教育第2部長                       |
| 16 | 塚原武夫               | 1983.3.16 - 1985.8.1   | 防大6期                 | 自衛艦隊司令部幕僚                                      | 第23護衛隊司令                                         |
| 17 | 水村宏                 | 1985.8.2 - 1987.7.6    | 防大6期                 | 海上幕僚監部総務部人事課人事班長 兼 要員班長 兼検査班長 | 第33護衛隊司令                                         |
| 18 | 新田雅敏               | 1987.7.7 - 1989.7.31   | 防大8期                 | 海上幕僚監部防衛部教育第1課 教育第1班長                 | 第33護衛隊司令                                         |
| 19 | 落合畯                 | 1989.8.1 - 1991.3.19   | 防大7期                 | 第41護衛隊司令                                          | 第1掃海隊群司令                                        |
| 20 | 大瀬謙作               | 1991.3.20 - 1993.8.1   | 防大9期                 | 海上自衛隊幹部学校研究部員                              | 音響業務支援隊司令                                     |
| 21 | 北村武郎               | 1993.8.2 - 1995.7.31   | 防大11期                | 自衛艦隊司令部監察主任幕僚                              | 第31護衛隊司令                                         |
| 22 | 西川欽也               | 1995.8.1 - 1997.7.31   | 防大14期                | 自衛艦隊司令部後方主任幕僚                              | 海上自衛隊幹部学校主任教官                             |
| 23 | 森田良行               | 1997.8.1 - 2000.1.19   | 防大15期                | 第38護衛隊司令                                          | 第7護衛隊司令                                          |
| 24 | 高橋節男               | 2000.1.20 - 2001.1.10  | 防大16期                | 統合幕僚会議事務局第5幕僚室分析室長                     | 横須賀地方総監部管理部長                               |
| 25 | 佐々木孝宣             | 2001.1.11 - 2002.3.21  | 防大21期                | 第2護衛隊群司令部幕僚                                   | 第6護衛隊司令                                          |
| 26 | 武田功                 | 2002.3.22 - 2004.3.31  | 芝浦工大・ 26期幹候     | 統合幕僚会議事務局第4幕僚室長中期班長                   | 海上自衛隊第2術科学校副校長                            |
| 27 | 原田哲郎               | 2004.4.1 - 2006.3.26   | 防大24期                | 情報本部                                                | 海上幕僚監部人事教育部援護業務課長                     |
| 28 | 濱田暢喜               | 2006.3.27 - 2008.6.13  | 防大24期                | あさかぜ艦長                                            | 海上自衛隊幹部学校主任研究開発官                       |
| 29 | 下薗輝昭               | 2008.6.14 - 2010.3.28  | 防大26期                | 海上幕僚監部人事教育部補任課服務室長                    | 統合幕僚監部首席後方補給官付 後方補給室長              |
| 30 | 森川一朗               | 2010.3.29 - 2012.4.1   | 防大24期                | 第111航空隊司令                                         | 徳島教育航空群司令                                     |
| 31 | 佐々木秀悦             | 2012.4.2 - 2014.4.14   | 防大30期                | 海上幕僚監部人事教育部 厚生課給与室長                   | 開発隊群司令部勤務                                     |
| 32 | 矢藤久雄               | 2014.4.15 - 2016.3.31  | 日大大学院・ 38期幹候   | 統合幕僚学校企画室長                                    | 統合幕僚監部総務部総務課 統合人事室長                  |
| 33 | 小野彰一郎             | 2016.4.1 - 2017.7.31   | 防大35期                | 九州防衛局長崎防衛支局装備課長                          | 海上幕僚監部装備計画部艦船・武器課 艦船・武器調整官    |
| 34 | 小谷克己               | 2017.8.1 - 2019.8.1    | 福井工大・ 41期幹候     | 海上幕僚監部人事教育部援護業務課 援護企画班長           | 海上自衛隊幹部学校 運用教育研究部主任教官              |
| 35 | 西田洋一郎             | 2019.8.2 - 2021.6.27   | 防大34期                | 第22整備補給隊司令                                      | 海上自衛隊補給本部勤務                                 |
| 36 | 江上昌利               | 2021.6.28 - 2022.11.30 | 防大35期                | 第1練習潜水隊司令                                       | 海上自衛隊潜水医学実験隊副長 兼 教育訓練部長           |
| 37 | 伊東圭市               | 2022.12.1 - 2024.7.31  | 防大36期                | 海上自衛隊艦船補給処副処長                              | 海上自衛隊補給本部企画管理部長                         |
| 38 | 佐々木昌貴             | 2024.8.1 -             | 防大38期                | 第21整備補給隊司令                                      |                                                        |